# East Brady
East Brady é um distrito localizado no estado norte-americano de Pensilvânia, no Condado de Clarion.

## Demografia
Segundo o censo norte-americano de 2000, a sua população era de 1038 habitantes.
Em 2006, foi estimada uma população de 1003, um decréscimo de 35 (-3.4%).

## Geografia
De acordo com o United States Census Bureau tem uma área de
3,0 km², dos quais 2,2 km² cobertos por terra e 0,8 km² cobertos por água. East Brady localiza-se a aproximadamente 392 m acima do nível do mar.

## Localidades na vizinhança
O diagrama seguinte representa as localidades num raio de 12 km ao redor de East Brady.